# Троицкосавский уезд
Троицкоса́вский уе́зд (Троицкоса́вский о́круг) — административно-территориальная единица в Забайкальской области Российской империи. Административный центр — город Троицкосавск. 

## История
В 1872 году из Верхнеудинского округа Забайкальской области выделен Троицкосавский округ. 
В 1896 году в округ входили следующие станичные общества Забайкальского казачьего войска:
1. Атамано-Николаевское — правление в станице Атамано-Николаевская, осн. 1727 год, при реке Джида, 5 пос.
2. Босинское — правление в станице Босинская, осн. 1728 год, при реке Джида, 5 пос.
3. Желтуринское — правление в станице Желтуринская, осн. 1728 год, при реках Джида (лев.берег) и Желтура, 7 пос. земл-скот
4. Киранское — правление в станице Киранская, осн. 1727 год, при р. Киранка, 3 пос.
5. Кударинское — правление с станице Кударинcкая, осн. 1730 год, при реке Чикой, 6 пос.
6. Мензинское — правление в станице Мензинская, осн. 1730 год, при р.р.Менза и Кумыра, 4 пос.
7. Мурочинское — правление в станице Мурочинская, осн. 1727 год, при реке Чикой, 2 пос.
8. Усть-Урлукское — правление в станице Усть-Урлукская, осн. 1730 год, при реке Чикой, 4 пос.
9. Цаган-Усунское — правление в станице Цаган-Усунская, осн. 1730 год, при р.Селенга, 3 пос.
10. Цакирское — правление в станице Цакирская, осн. 1768 год, при реке Джида (левый берег), 15 пос.
11. Шарагольское — правление в станице Шарагольская, осн. 1730 год, при реке Чикой (правый берег), 3 пос.

В 1901 году Троицкосавский округ переименован в Троицкосавский уезд. 
В 1920 году Троицкосавский уезд вошёл в состав Прибайкальской области провозглашённой 6 апреля 1920 года Дальневосточной республики (ДВР). Территории уезда к западу реки Селенги, оставшись в РСФСР, были включены в Селенгинский уезд Иркутской губернии.

В 1921 году уезд был ликвидирован, его территория, частично, вошла в состав новообразованной Бурят-Монгольской автономной области.

## Современное состояние
На территории Троицкосавского уезда Забайкальской области сейчас располагаются территории Джидинский, Закаменский, Кяхтинский район Бурятии и Красночикойский район Забайкальского края

## Население
По данным переписи 1897 года в округе проживало 32 807 чел., в том числе: 
- русские — 66,4%,
- буряты — 32,8%.